# カッサテッラ
カッサテッラ（伊: cassatella（単数形）、cassatelle（複数形）カッサテッレ、シチリア語: cassateddi カッサテッディ  ）はイタリアのシチリア島トラーパニ地方の揚げた「甘いラビオリ」であり、伝統的郷土菓子である。1700年代には同地方トラーパニ県のカラタフィーミ＝セジェスタで知られていたことから、この地域がカッサテッラの起源ではないかと考えられている。
主に復活祭や謝肉祭の時期に用意される季節菓子でもある。この場合の「季節」は四季の季節の意味もあるが、同時にカトリックの特定の行事が行われたり祝祭日が訪れる時期の意味である。もっとも現代では一年中食されている。
シチリアの町や地方によって「おらが村」の違ったカッサテッラが存在し、地域特有の名称も付いており、更にはシチリア方言の呼び名も加わることもあって、ほんの一例だがマルサーラではカピドゥズィ（cappidduzzi ）、マツァーラ・デル・ヴァッロではラビオラ（raviola） など、多種多彩な名前で呼ばれている。
また今ではシチリアに限らず広くイタリア西部に広まっている。

## 概要
カッサテッラは小麦かデュラムセモリナ粉と水分そして油分で作った生地を平たく伸ばし丸く切り抜き、甘味をつけた羊乳製リコッタを詰め、半分に折り半月形に閉じたものを油で揚げたものである。仕上げには粉砂糖を振りかける。
生地は練りパイ生地（pasta frolla）であったり、パスタ生地であったり、折パイ生地（pasta sfoglia）であったり多種多様である。油脂はラードが主に使用されるが、オリーブオイルも使われる。もちろん油脂が入らない場合もある。砂糖が入ったものも入らないものもある。ベーキングパウダーやイーストなどの膨張を促す材料は入れないものが多いが入れるものもあり、香りづけにマルサラ酒や白ワインを加えたりもする。イーストを使うものはブリオッシュに似た生地や、イーストドーナッツに近い生地も使われる地域もある。生地を切り抜くと前述したが、小さく切った生地を麺棒で丸く平たく伸ばす方法も使われる。また生地によってはパスタマシンも使われる。
フィリングには甘味をつける砂糖類以外にシナモン、削ったチョコレート、柑橘系ピールの砂糖漬けなどを加えたり、中にはリコッタの替わりにひよこ豆（ceci）のクリームを使う地域もある。
揚げると前述したが、替わりにオーブンで焼いたりと材料も作り方も様々なバリェーションがある。
EＵの原産地名称保護制度のイタリア国内版ともいえる、伝統的農産食物製品を保護するProdotti agroalimentari tradizionali italiani (PAT)という制度でシチリア自治州の特産品として名称の保護が認められている。ただし認証がされている名称は2021年2月時点ではカッサテッラ名ではなくシチリア語のカッサテッディ （cassateddi ）や、地名が付いたCassateddi di Calatafimi や Cassatella di Agira、そして特色的なフィリングの材料ひよこ豆の名を冠したCassatella di ceci（シチリア語:cassatedda di cicir）である。
なおシチリアの銘菓カッサータは名前が似ていて材料にリコッタを使う共通点があるが別のスイーツである。同様にカッサテッラ・ディ・サンタガタ（Cassatella di sant'Agata）も同じ単語を使用しているがこちらはカッサータのバリェーションで別のお菓子である。
甘いものだけでなく、塩味のカッサテッラもある。

## 材料

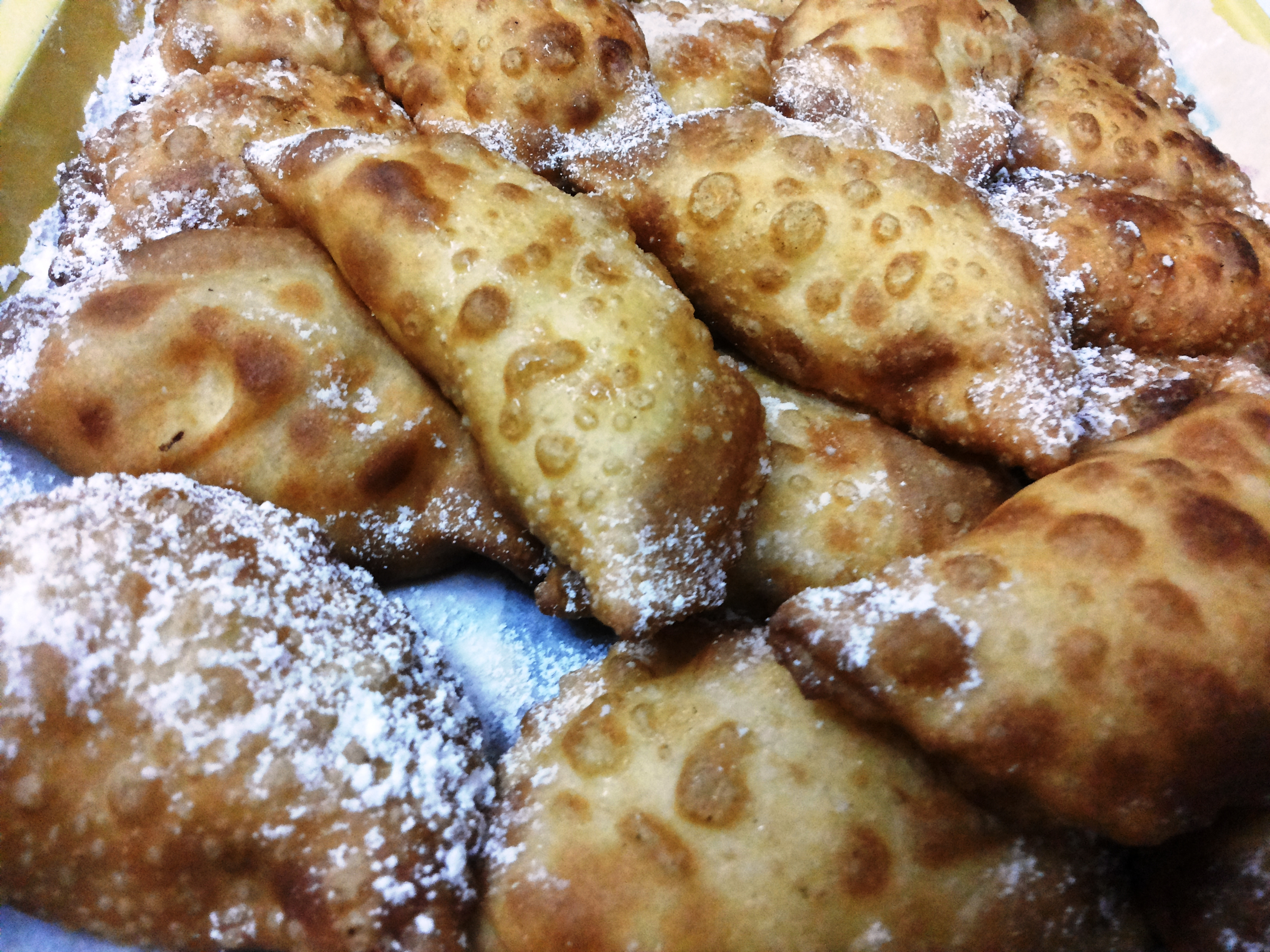
トラーパ二県アルカモ（Alcamo）のものはパスタ生地に近いものを使い、揚げて出来る「ブツブツ」によって風味が増すと言われている

バリェーションが多く材料の幅は広いが、最も基本の材料は小麦粉、水、羊乳製リコッタ、砂糖、そしてフライ用のオリーブオイルか植物性油など。
- 生地 - デュラムセモリナ粉か小麦粉、ラード、オリーブオイル、スエット、水、マルサラ酒、白ワイン、卵、砂糖、蜂蜜、塩、シナモン、ベーキング・パウダー、イースト、レモンゼストなど[10]。
- フィリング - 羊乳製リコッタ、地域によっては在来種牛の牛乳製リコッタ、砂糖、削ったチョコレート、アーモンド、柑橘系ピールの砂糖漬け、レモンゼスト、シナモン、バニラ、ココアパウダー、細い乾燥パスタ（カペッリー二等）、ひよこ豆、イチジクなど[7]。
- 生地閉じ用 - 水で薄めた卵白。
- フライ用 - オリーブオイルか植物性油。
- 仕上げ - 粉砂糖、グラニュー糖、アイシング、シナモン、ナパージュ（en:Nappage）など[7]。

もちろん上記の材料全てを使う訳ではなく、どの材料を使うかはどの地域のバージョンを作るかによって違ってくる。

## 地域によるバリエーション
- トラーパニ地方 - この地方のバージョンは発祥地と見なされていることもあり、一番良く知られており、リコッタと削ったチョコレートのフィリングを練りパイ生地に詰め半月形に閉じたものを揚げたものであり、上記のPATでシチリア州産としてCassateddi di Calatafimi の名で保護されている。生地にはマルサラ酒で、フィリングにはシナモンで香りと風味を加える[2][4]。ラグーサ地方のカッサテッディ・ラウザー二（Cassateddi rausani）は平た目のカップ状にした生地にフィリングを入れオーブンで焼く

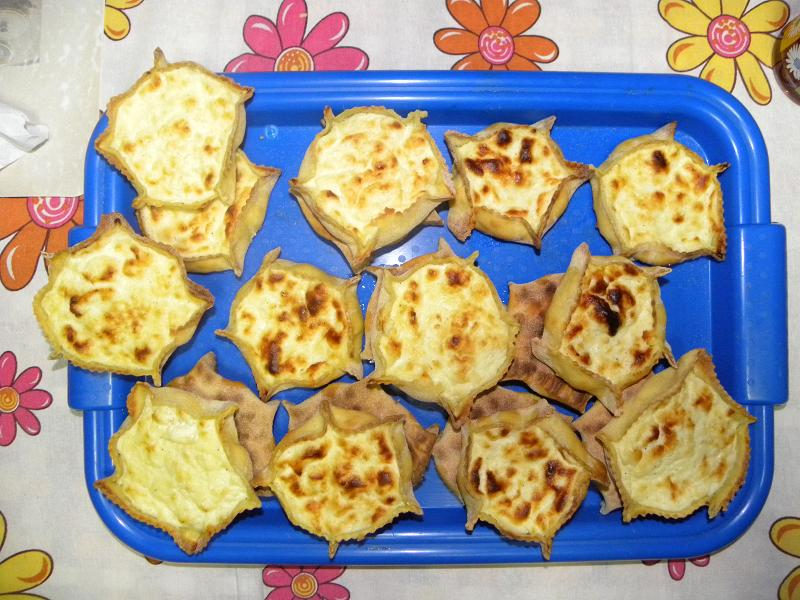
ラグーサ地方のカッサテッディ・ラウザー二（Cassateddi rausani）は平た目のカップ状にした生地にフィリングを入れオーブンで焼く

- ラグーザ地方 - カッサテッレ・アッラ・リコッタ（cassatelle alla ricotta）やシチリア方言でカッサテッディ・ラウザー二（cassateddi rausani）と呼ばれる。平た目のカップ状の生地にリコッタのフィリングを詰め、生地は閉じずにオープンフェイス状でオーブンで焼く。羊乳製の替わりにこの地域の特産品である放牧在来牛の牛乳製リコッタ・イブレア（ricotta iblea）を使う事もある。細い乾燥パスタを砕いてフィリングに加えることもある。一方でヴィットーリア周辺では「甘いラビオリ（ravioli di ricotta dolci）」として生地を閉じて揚げたものも食される[2][11][4]。

- メッシーナ地方 - この地方ではパンツェロット・フリット・ディ・リコッタ (panzerotto fritto di ricotta) やバロ・ディ・リコッタ（balò di ricotta）と呼ばれ、揚げたものが食される[4][12][13]。バロ・ディ・リコッタは生地にイーストを入れることもありフィリング入りのドーナッツに近いものもある。
- カターニア地方 - この地方ではラビオラ（raviola）と呼ばれ、パスタ生地で作られた皮にリコッタのフィリングを詰め半月状にしたものを揚げる。仕上げにグラニュー糖にまぶされる。折パイ生地を三角に切りフィリングを詰めて閉じたものを焼き、粉砂糖かアイシングをかけ仕上げるものもある[4][14]。
- シラクーザ地方 - シラクーザの揚げラビオラはカターニア地方のものと似ているが、しかし名前はローマナ・アッラ・リコッタ（romana alla ricotta）と呼ばれる 。焼きラビオラはブリオシュのような生地が使われる[4]。

- パルレモ地方 - この地方、特にパルティニーコとラスカリ地域のカッサテッダ（cassatedda）はリコッタの替わりにひよこ豆が使用される（alla crema di ceci）。これはひよこ豆を茹でて潰すか濾して、砂糖、チョコレートチップ、ズッカータ（Zuccata、瓜の一種の砂糖漬け）などを加えて作られる、香り付けにはレモンゼスト、シナモン、ココアパウダーなどが使われる。ズッカータが無い場合はラグーサ地方のように砕いた乾燥パスタも利用される[15]。カッサテッレ・ディ・アジーラ（Cassatella di Agira）は焼き過ぎて硬くならないよう、かといって生焼けにならないよう、高温で短時間でうっすら黄金色に仕上げる

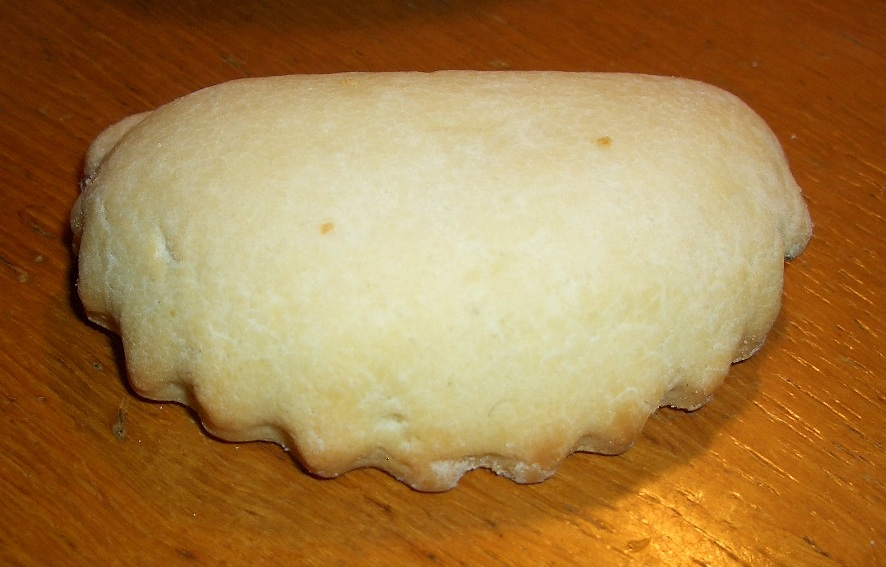
カッサテッレ・ディ・アジーラ（Cassatella di Agira）は焼き過ぎて硬くならないよう、かといって生焼けにならないよう、高温で短時間でうっすら黄金色に仕上げる

- エンナ地方 - PATでカッサテッレ・ディ・アジーラ（Cassatella di Agira）の名前で保護されている。生地は柔らかいショートブレッド・ビスケット生地でオーブンで焼いたもので、フィリングには、砂糖、細かく刻んだアーモンド、ココアパウダー、その他の香味を水と混ぜ熱し、そこへひよこ豆の粉を加えたクリームを使用する[16][17][18]。ひよこ豆の替わりにイチジクのフィリングが使われることもある[17]。折りパイ生地を使ったラビオラ・ディ・リコッタ・ニッセッナの断面

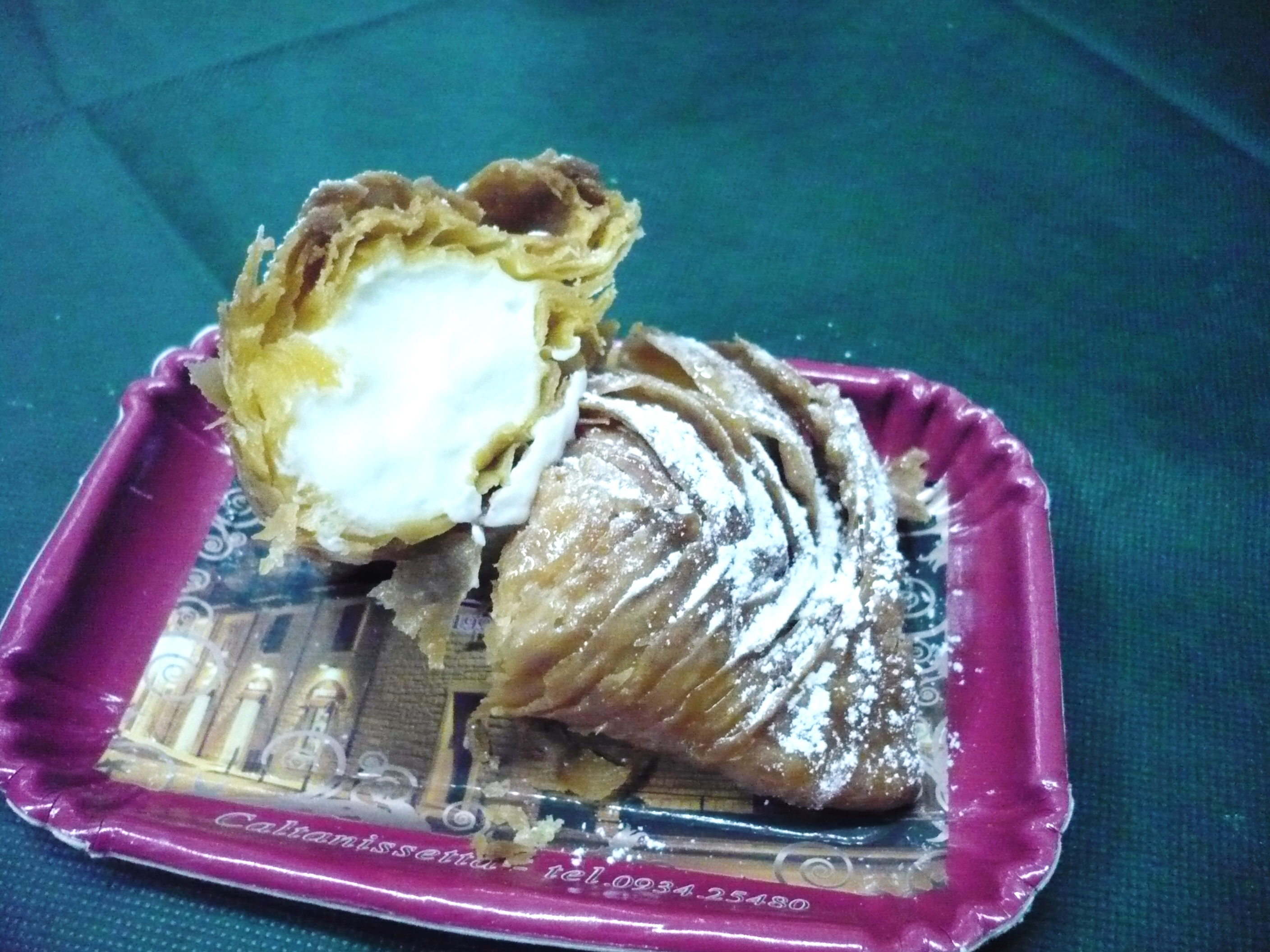
折りパイ生地を使ったラビオラ・ディ・リコッタ・ニッセッナの断面

- カルタニッセッタ地方 - この地方のラビオラ・ディ・リコッタ・ニッセッナ[注釈 3]（raviola di ricotta nissena）はカルタニッセッタの典型である折りパイ生地を使っているのが特徴である。生地を丸く薄く伸ばしてリコッタを詰め、やはり二つ折りの半月状に閉じて揚げた後、粉砂糖を振りかけて完成する[19]。スフォリアテッレによく似ているが、ニッセッナのラビオラは揚げてあり、スフォリアテッレはオーブンで焼いたものである。